# HTC 디자이어
HTC 디자이어(HTC Desire, 코드이름: Bravo)는 HTC가 개발한 스마트폰으로, 2010년 2월 16일에 발표하여 같은 해 2/4 분기에 유럽과 오스트레일리아에 출시하였다. HTC 디자이어는 기본적으로 안드로이드 2.1 버전 이클레어를 구동하고, 안드로이드 2.2 버전 프로요를 업데이트를 통해 사용할 수 있다. 내부적으로 넥서스 원과 매우 비슷하지만 몇 가지 기능에서 차이가 있다. 넥서스 원과 마찬가지로 출시 초기에는 AM OLED 화면을 채용하였으나, 공급 물량 부족으로 2010년 7월 말 이후 생산된 제품에서는 TFT-LCD 화면으로 교체되었다.
대한민국에서는 2010년 5월부로 SK텔레콤을 통해 이 제품을 이용할 수 있게 되었다.

## 소프트웨어
디자이어에는 기본적으로 안드로이드 2.1 이클레어가 포함되어 있다. HTC는 다음 날짜를 기준으로 안드로이드 2.2 프로요로의 업데이트를 발표하였다.
- 유럽: 2010년 8월 1일[2]
- 동남아시아: 2010년 8월 30일[3]
- 인도: 2010년 9월 1일[4][5]
- 일본: 2010년 10월 8일[6]
- 미국: 2011년 2월 8일[7]

## 차기 버전
2011년 6월 15일 HTC는 디자이어의 안드로이드 2.3 진저브레드 업데이트를 제공하지 않을 것이라고 하였다. 하지만 사용자들의 반발로 다음 날 HTC는 기존 입장을 철회하였다.
2011년 8월 1일 디자이어의 안드로이드 2.3 진저브레드 개발자판이 공개되었다. 그러나 디자이어 모델은 상대적으로 메모리(램)의 양이 적은 까닭에 HTC 센스가 포함된 진저브레드를 적용하지 못하였다. 이러한 개발자들의 포팅 실패로 인하여 디자이어 진저브레드 업데이트는 취소되었다. 그러나 영국의 안드로이드 개발자 포럼인 XDA에서 진저브레드 센스 롬을 개발하여 비공식적으로 배포하고 있다.

## 사진

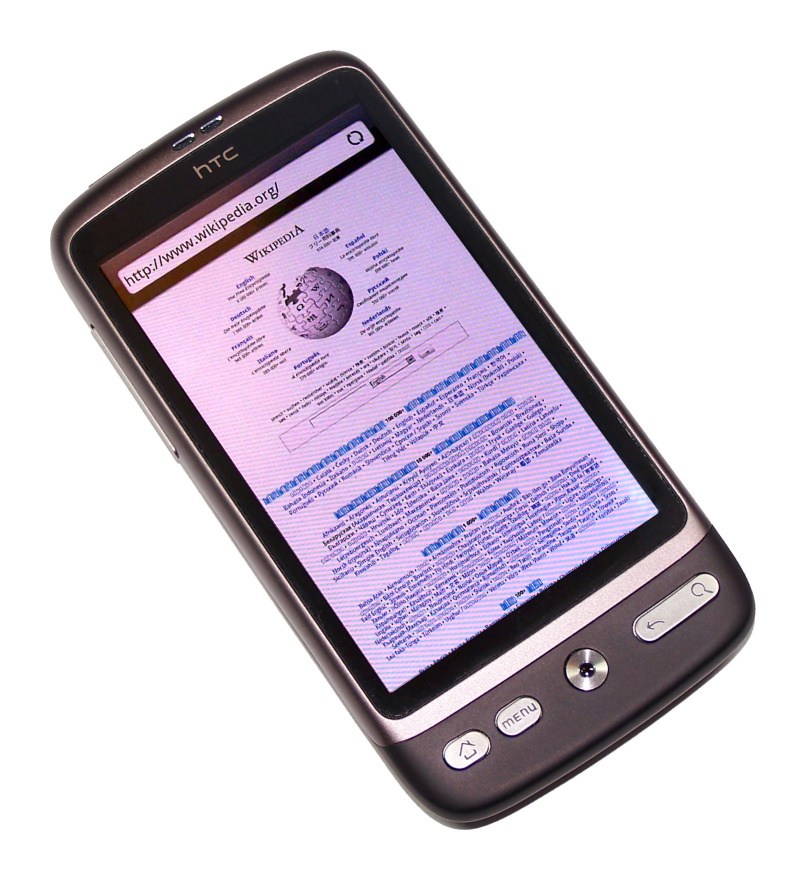
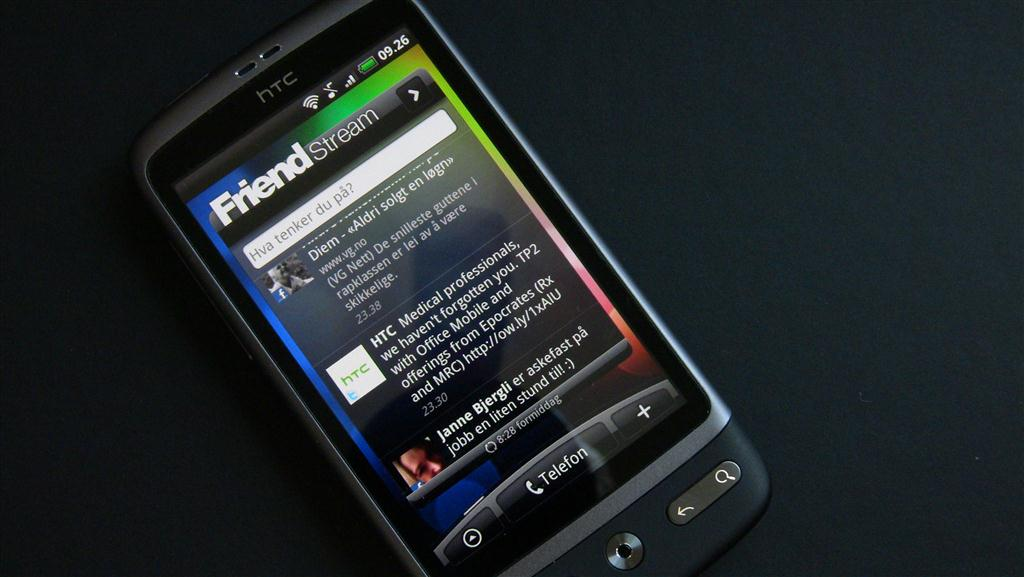
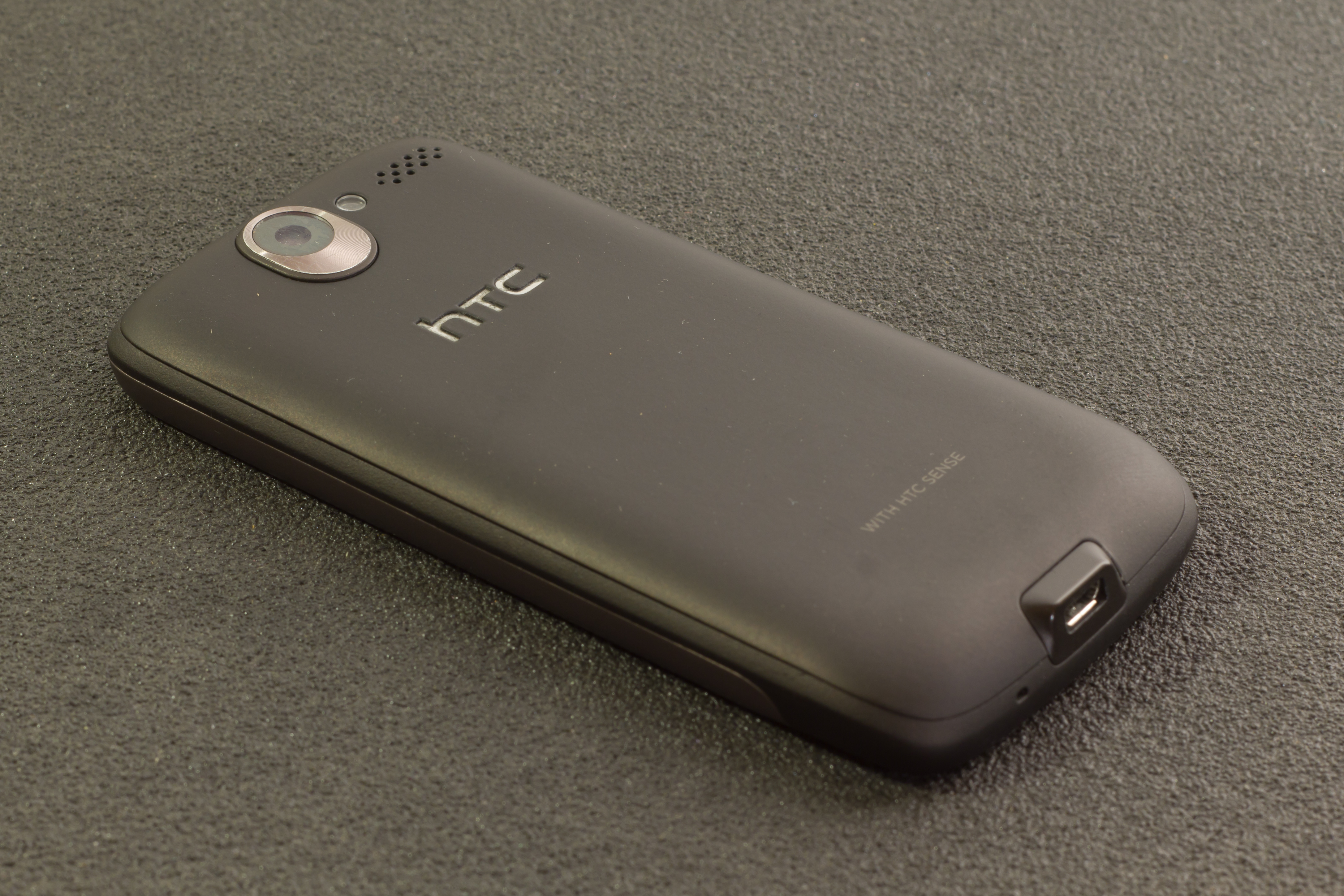

## 같이 보기
- HTC 디자이어 HD